# Canon EOS RT
Le Canon EOS RT est un appareil photographique reflex fabriqué entre 1989 et 1992.  Contrairement à l'immense majorité des reflex, il est équipé d'un miroir fixe semi-transparent. Cette conception lui permet de se déclencher en 0,008 s, ou de voir si un sujet a cligné des yeux pendant la photo.

## Caractéristiques
Cadence Moteur5 im/s (C & mode One-Shot),
Flashpas de flash interne, pas de prise synchro X
Codage DXde 6 à 6400 ISO
AlimentationPile 6V 2CR5